# Хобжани
Хобжани (пол. Chobrzany) — село в Польщі, у гміні Самбожець Сандомирського повіту Свентокшиського воєводства.
Населення — 551 особа (2011).
У 1975—1998 роках село належало до Тарнобжезького воєводства.

## Демографія
Демографічна структура на день 31 березня 2011 року:
|          | Загалом | Допрацездатний вік | Працездатний вік | Постпрацездатний вік |
| -------- | ------- | ------------------ | ---------------- | -------------------- |
| Чоловіки | 269     | 50                 | 189              | 30                   |
| Жінки    | 282     | 55                 | 158              | 69                   |
| Разом    | 551     | 105                | 347              | 99                   |